# MON-200反人員地雷

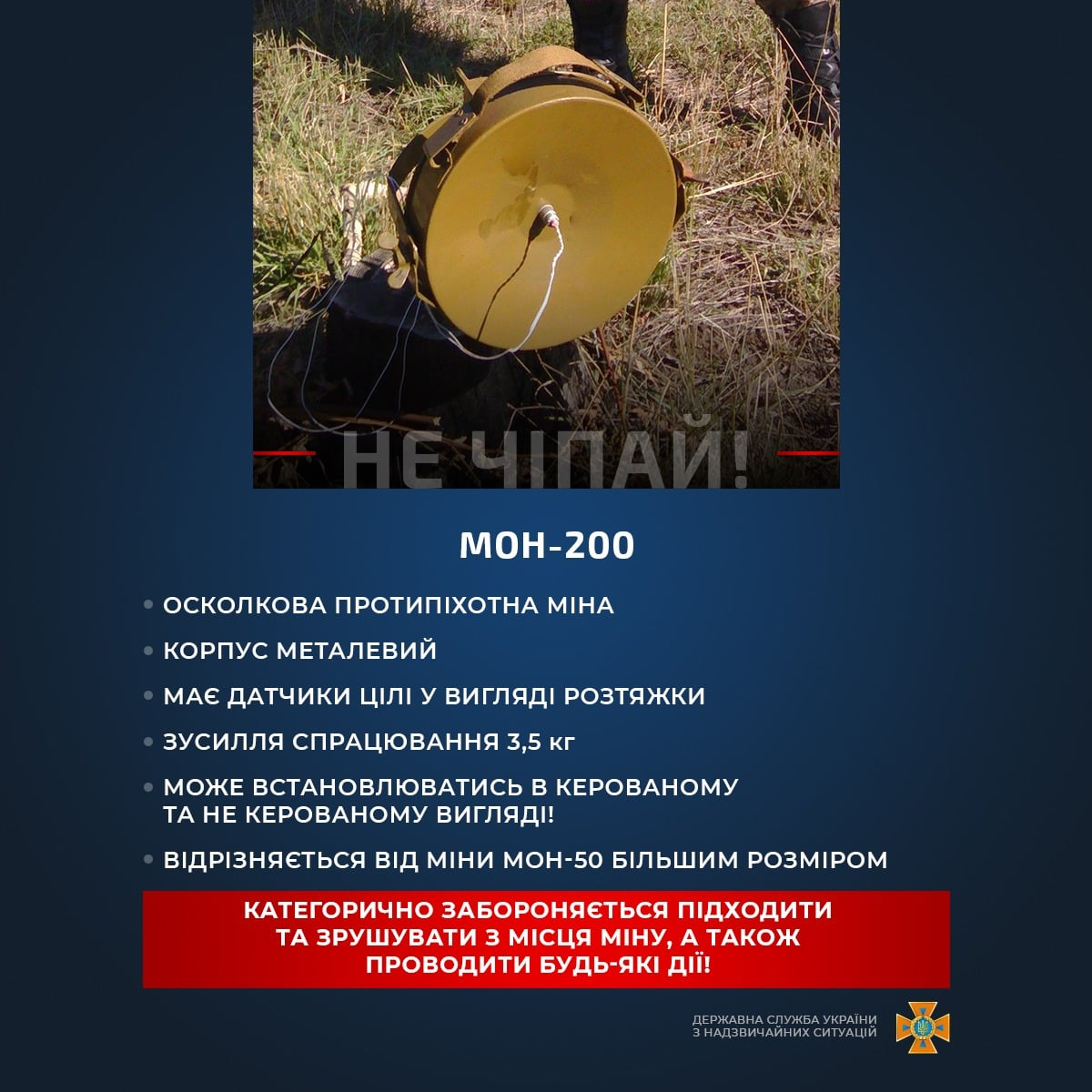
MON-200反人員地雷

MON-200是一種指向性反人員地雷（定向雷），由俄羅斯生產，是MON-100地雷的改良版，因體積放大與攻擊效能有大幅改良所以還能用來對付輕型車輛，甚至可以用來對付直升機。

## 規格
- 形式：反人員定向雷
- 生產國：俄羅斯
- 攻擊物：金屬碎片
- 攻擊範圍：正面圓弧
- 外殼顏色：綠色、橄欖綠色
- 重量：25公斤
- 炸藥重量：12公斤TNT
- 感應引爆壓力（公斤）：無（拉線引爆）
- 長：n/a
- 寬：130毫米
- 高：n/a
- 直徑：434毫米